# Herbeck (Hagen)
Herbeck ist ein Stadtteil der kreisfreien Großstadt Hagen in Nordrhein-Westfalen.

## Geografie
Herbeck liegt östlich des Autobahnkreuzes Hagen beiderseits der Bundesautobahn 46. Der Norden Herbecks ist gewerblich geprägt und wird durch die Lenne begrenzt, in der Mitte befindet sich ein kleines Wohngebiet sowie das Landschaftsschutzgebiet Herbeck, im Süden das Landschaftsschutzgebiet Barmerfeld und der große Steinbruch Donnerkuhle. Innerhalb der Stadt Hagen gehört Herbeck zum Ortsteil Lennetal im Stadtbezirk Hohenlimburg. Am 31. Dezember 2018 lebten 3514 Einwohner im Wohnbezirk Halden/Herbeck, Halden mit dem überwiegend größeren Anteil.

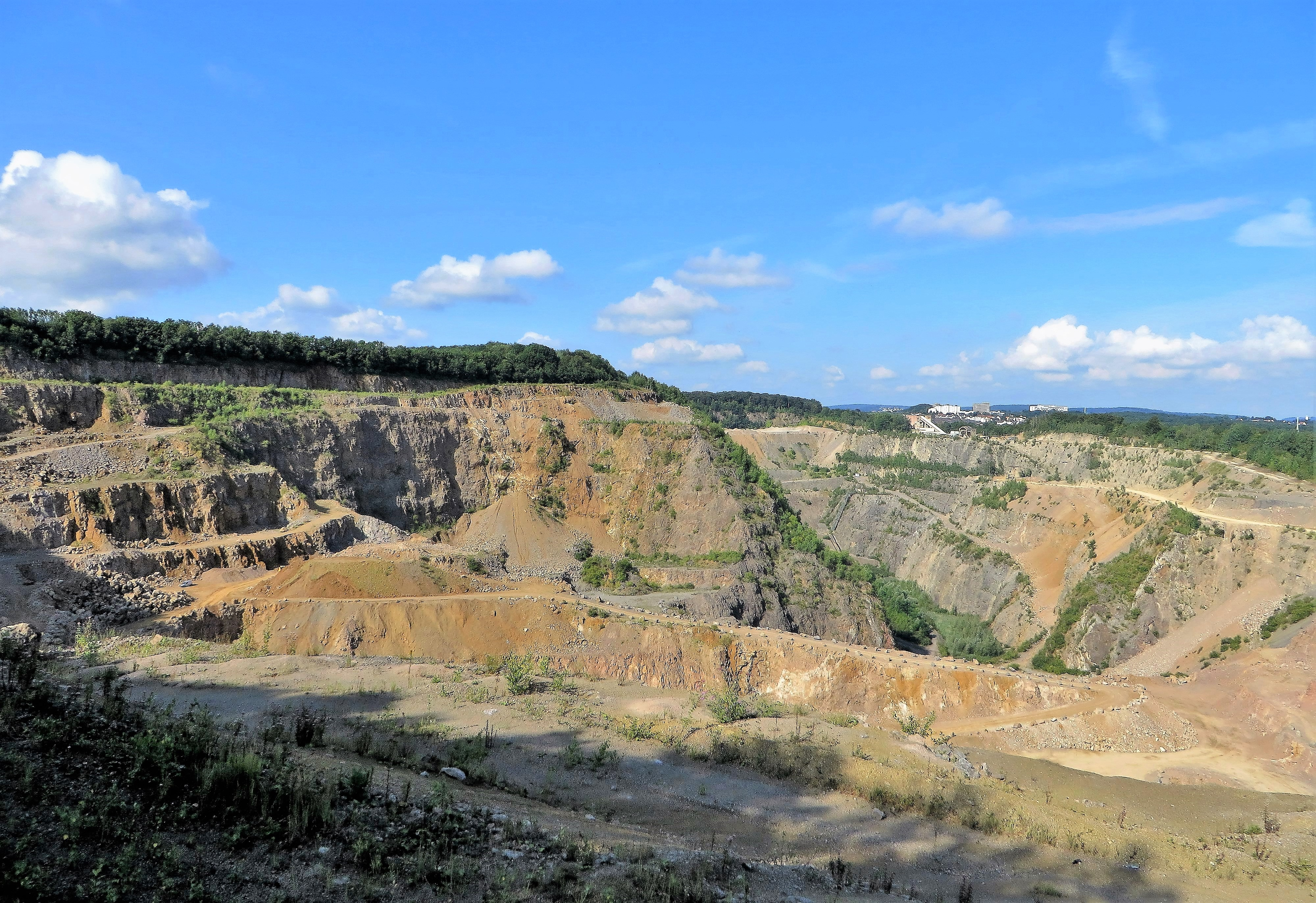
Der Steinbruch Donnerkuhle

## Geschichte
Früheste Siedlungsspuren auf der unteren Mittelterrasse der Lenne bei Herbeck lieferten seit 1928 zehntausende steinerne Artefakte und andere archäologische Funde von der Altsteinzeit bis in das Frühmittelalter. So ein ca. 12.000 bis 10.700 Jahre v. Chr. altes Federmesser (Baltischer Feuerstein) oder ein
ca. 3.800 bis 3.000 Jahre v. Chr. alter Kleindolch aus Radiolarit an der Fundstelle „Barmer Baum“.
Die erste Erwähnung findet Haus Herbeck als Doppelrittergut in Aufzeichnungen aus dem 13. Jahrhundert in Zusammenhang mit Abgabenzahlungen an das Stift Herdecke. Das Stift besaß 2 Höfe in Herbeck, die Herren von Volmerstein 2 Höfe und 2 Kotten. Im April 1424 wurde der Adelssitz Herbeck und mehrere umliegende Höfe von Truppen des Grafen Adolf II./IV. von Kleve-Mark gebrandschatzt, der dadurch seinem Bruder Gerhard zu schaden suchte.
Ursprünglich gab es mit „Oberste Herbeck“ und „Niederste Herbeck“ zwei Rittergüter. Haus Ober-Herbeck war im 15. Jahrhundert in Besitz der Familie von Frydag und gelangte im 16. Jahrhundert durch Heirat an die von Laer und von Fürstenberg. Haus Nieder-Herbeck besaßen im 16. Jahrhundert die von Goy. Ihnen folgten die Familien von Torck, Staël von Holstein, Wortmann und Hymmen. Beide Güter gelangten im 17. und 18. Jahrhundert durch Erbgang und Ankauf in den Besitz der Familie Freiherr von Hövel. Durch die Zusammenlegung wurde der Rittersitz einer der größten und mächtigsten Adelshöfe im unteren Lennetal, mit Fischereirecht an der Lenne, Jagdgerechtigkeit in der Bauerschaft Herbeck, und Fährgerechtigkeit an der Herbecker Lennefähre. Bei der Katasterneuvermessung im Jahre 1825 besaß der Freiherr von Hövel von den rund 1.400 preußischen Morgen der Gesamtfläche der Gemeinde Herbeck rund 840 Morgen (60 %). Auch heute befindet sich Gut Herbeck noch in Privatbesitz Freiherr von Hövels.
Herbeck war ehemals eine eigene Bauerschaft und gehörte im Amt Wetter, Kirchspiel und Gericht Hagen zur Grafschaft Mark. Im Schatzbuch der Grafschaft Mark von 1486 werden in der Burschop Heyrbecke sieben steuerpflichtige Hofbesitzer mit einer Abgabe zwischen ein und sechs Goldgulden genannt. Im Schatzzettel von 1631 hatten in der Bauerschaft 11 Bewohner zwischen 1 Orth und 4 Rtl. Steuern zu zahlen. In der Steuerliste von 1677 werden die Bauernhöfe Heimsiepe, Blankennagel, Gosmann und Storckmann aufgeführt sowie die Kötter Niggehaus, Nettelnbusch, Schulte, Kayser, Tüßfeld und Scheffer. Im Jahr 1705 gab es 11 Steuerpflichtige in Herbeck mit einer Abgabe an die Rentei Wetter von 5 Rtl. bis 70 Rtl. (Johan Blanckenagel). Das Dorf Herbeck gehörte früher zur Eppenhauser Mark und war berechtigt in der Kuhweider Mark. Der Ortsname kann als „Heider Bach“ gedeutet werden.
Herbeck war seit dem 19. Jahrhundert eine Landgemeinde im Amt Boele des Landkreises Hagen. Die Zählung der Gebäude und Einwohner von 1839 ergab 28 Wohnhäuser, 17 landwirtschaftliche Gebäude und 230 Einwohner. Bei der Volkszählung von 1870 hatte Herbeck 258 Einwohner und 1919 gab es 283 Einwohner. Letzter Gemeindevorsteher vor der Eingemeindung war Fritz Bilstein. Am 1. August 1929 wurde Herbeck durch das Gesetz über die kommunale Neugliederung des rheinisch-westfälischen Industriegebiets in die Stadt Hagen eingegliedert. Bei der Volkszählung von 1936 hatte Herbeck 395 Einwohner. Bis in die 1960er Jahre gab es eine Lennefähre zwischen den Dörfern Herbeck und Reh. Der alte Gasthof an der Lennefähre, ein beliebtes Ausflugsziel, wurde 1974 abgebrochen.
Die Anlage eines Industriegebiets (Hegge) führte 2008 bis 2010 zur ersten größeren Flächengrabung auf Hagener Stadtgebiet. Bei der archäologischen Untersuchung der LWL-Archäologie für Westfalen gegenüber dem Gut Herbeck wurden zahlreiche Befunde von der jüngeren Bronzezeit über die Eisenzeit bis in das Hochmittelalter freigelegt. Auf dem insgesamt vier Hektar großen Grabungsgelände zeigten sich unterschiedliche Siedlungsphasen u. a. durch Bodenspuren von Abfallgruben und Pfostenbauten. Die Befunde und die zeitlich einzuordnende Keramik gaben ein gutes Bild von einer fast kontinuierlichen Nutzung des Areals seit zumindest der jüngeren Bronzezeit über die Römische Kaiserzeit bis in das Frühmittelalter. Mit der Freigabe für das neu zu errichtende Gewerbegebiet wurden nach Grabungsende die Funde im Museum für Ur- und Frühgeschichte Wasserschloss Werdringen ausgestellt.

## Einwohnerentwicklung

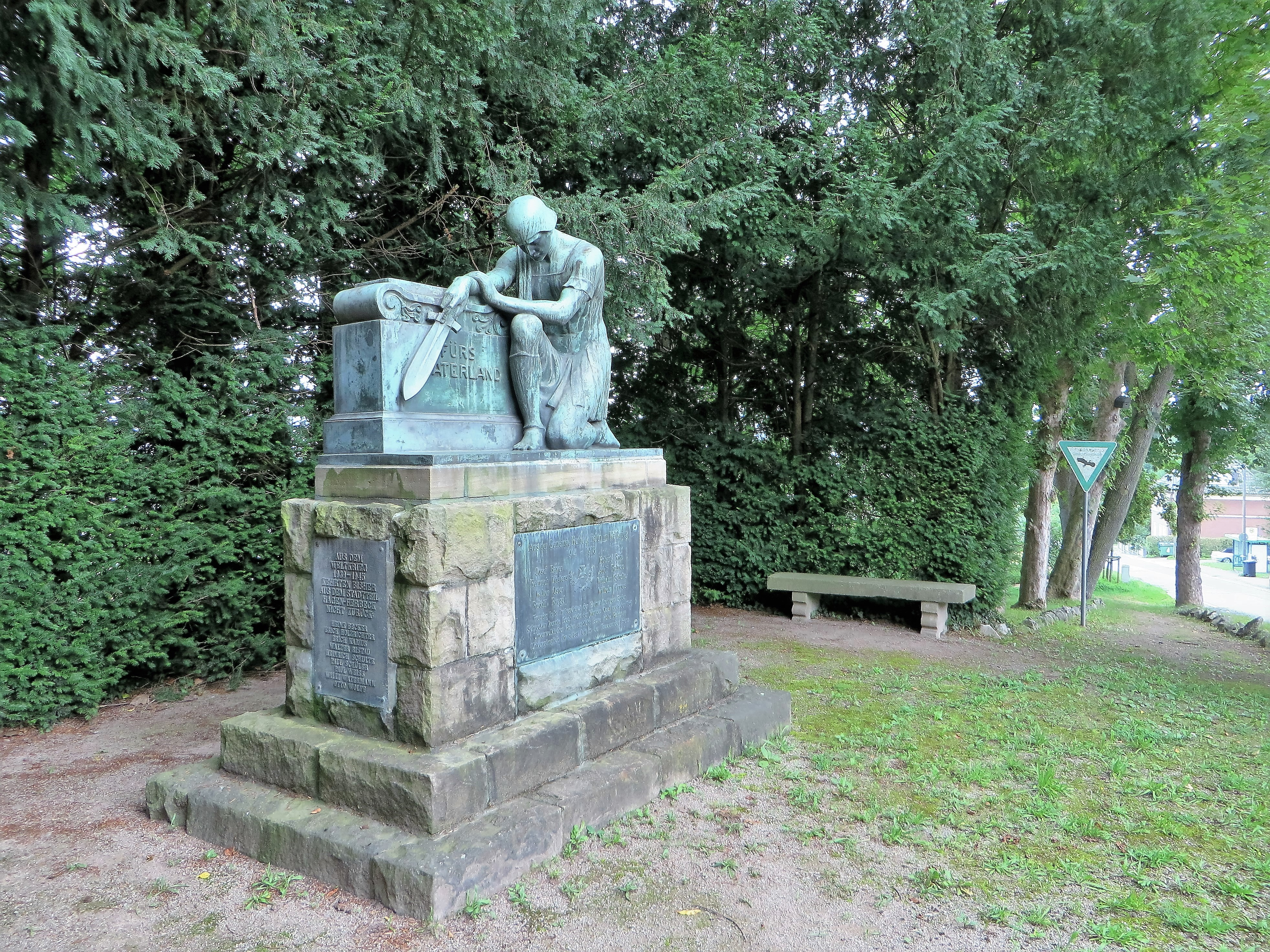
Kriegerdenkmal in Herbeck

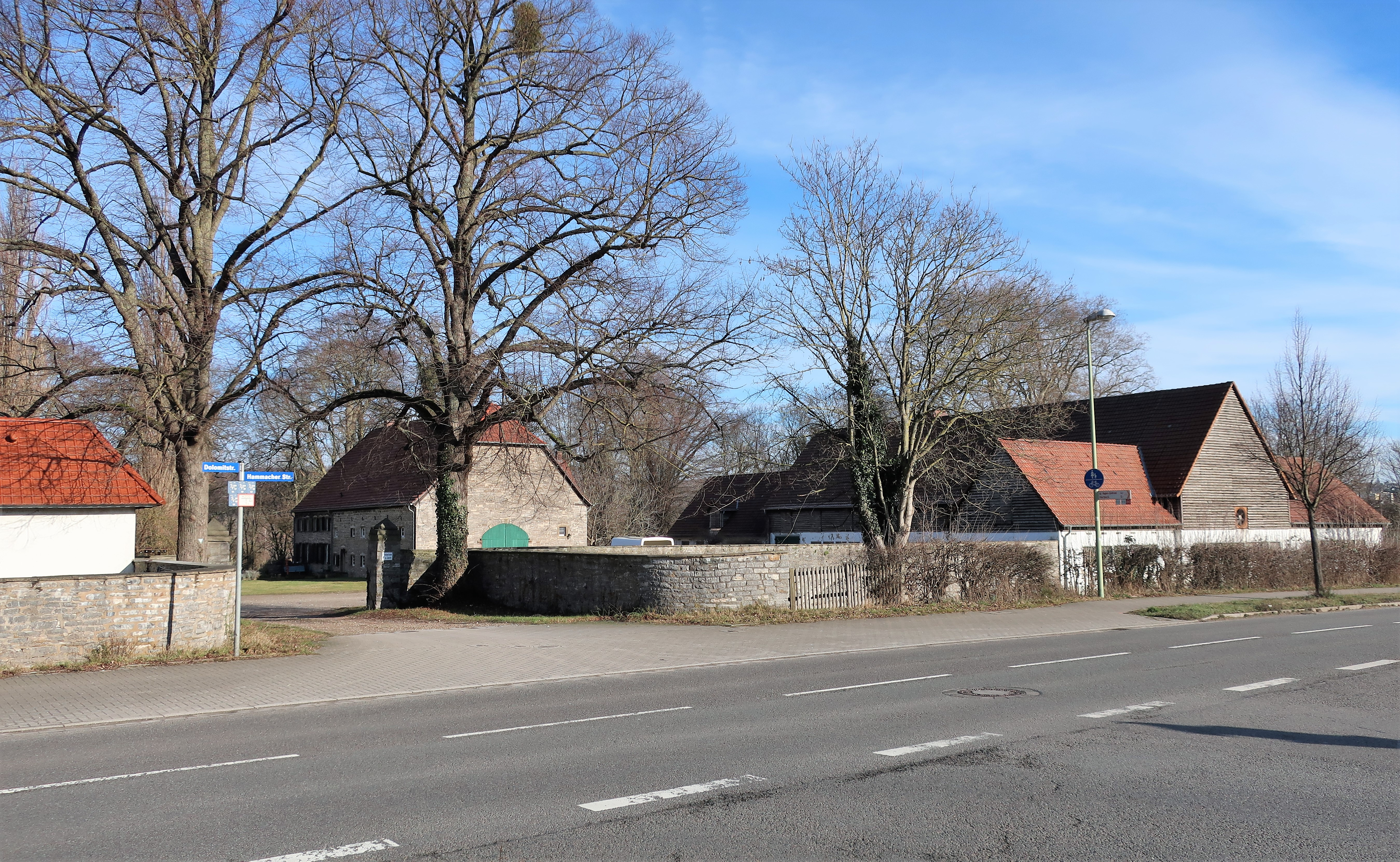
Blick auf Gut Herbeck

| Jahr | Einwohner | Quelle |
| ---- | --------- | ------ |
| 1871 | 251       | [ 10 ] |
| 1885 | 250       | [ 11 ] |
| 1895 | 230       | [ 12 ] |
| 1910 | 282       | [ 13 ] |

## Sport
Der TuS Halden-Herbeck ist der örtliche Sportverein.

## Baudenkmäler
Das Gut Herbeck in der Hammacher Straße 1 sowie die Fachwerkhäuser Hohenlimburger Straße 1 und Hohenlimburger Straße 3 stehen unter Denkmalschutz.

## Persönlichkeiten
Friedrich von Hövel (1766–1826), Verwaltungsbeamter und Politiker, gehörte zur politischen und intellektuellen Führungsschicht Preußens.